# Josef Stefan

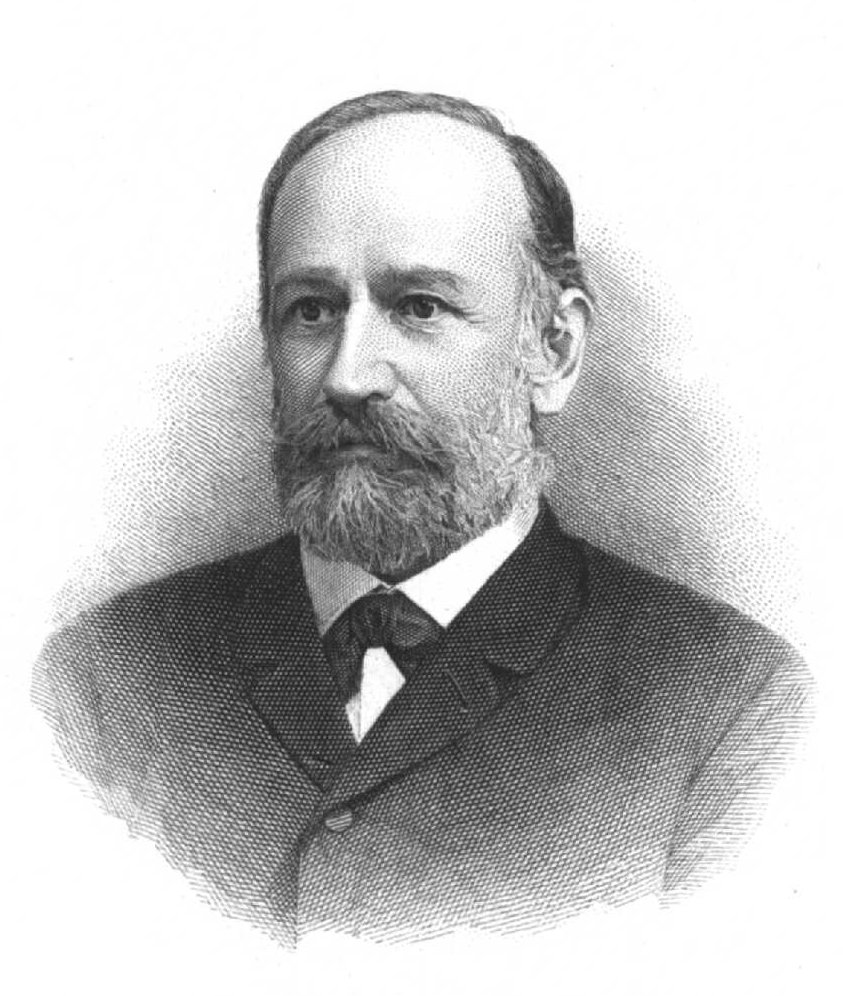
Josef Stefan

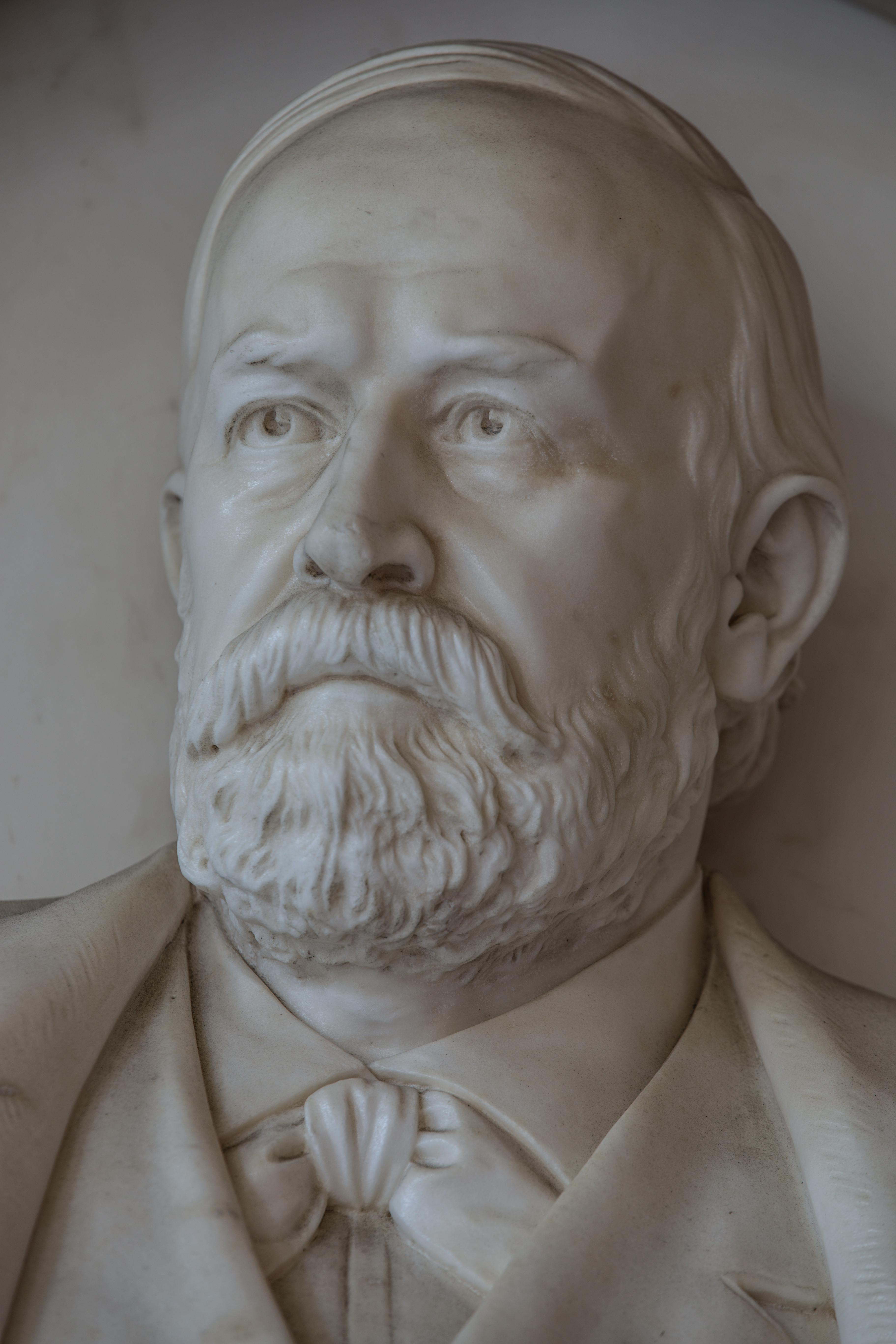
Josef Stefan, Büste im Arkadenhof der Universität Wien

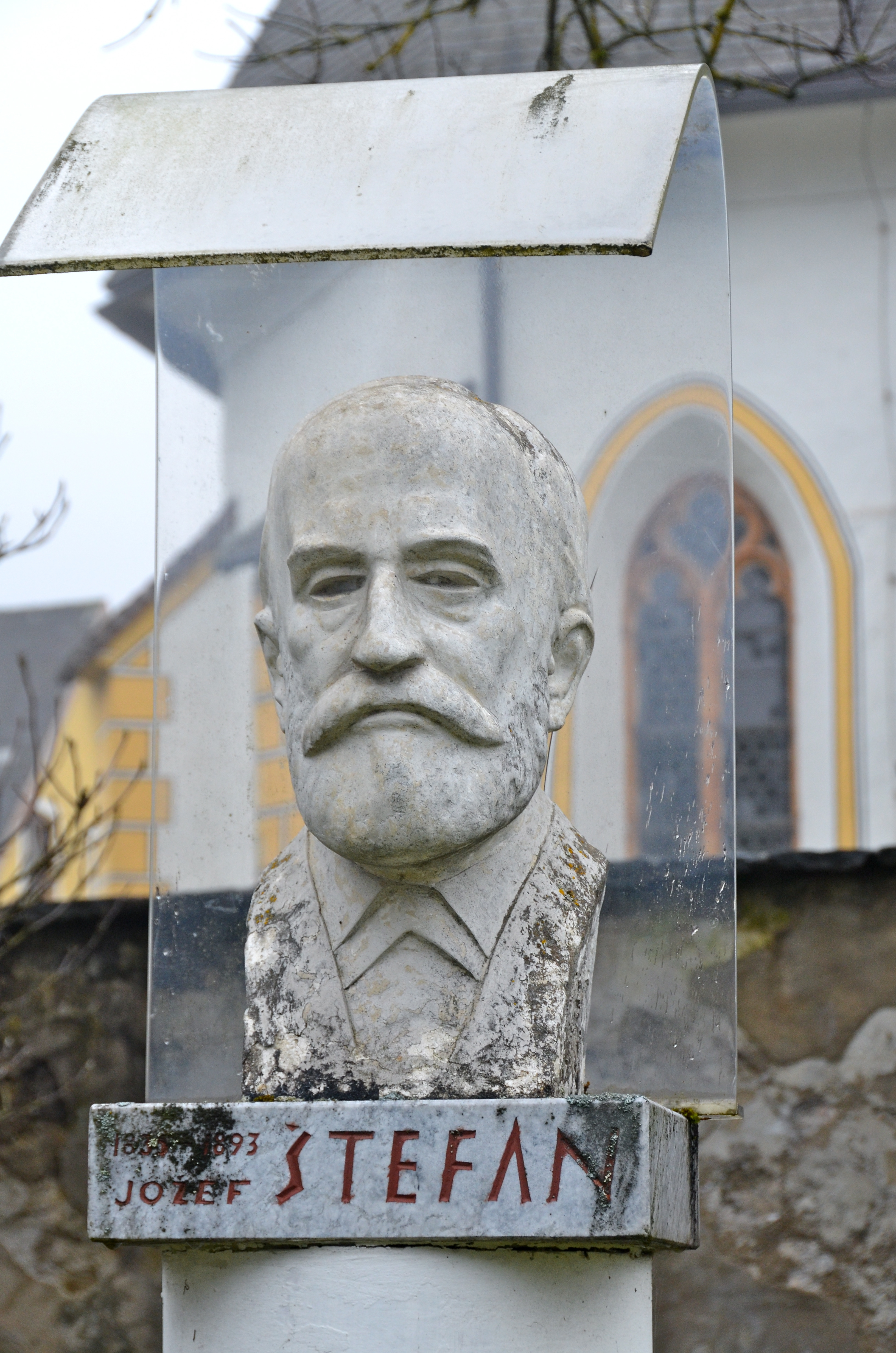
Büste im Kulturpark Suetschach (Kärnten)

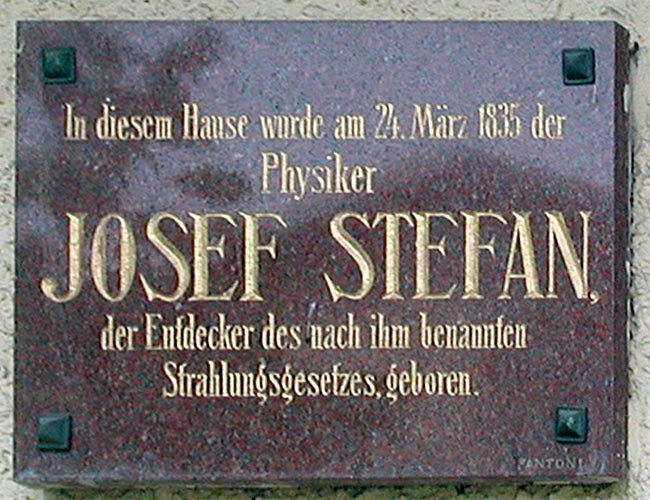
Gedenktafel für Josef Stefan am Geburtshaus in der Ebentalerstraße 88 in Klagenfurt

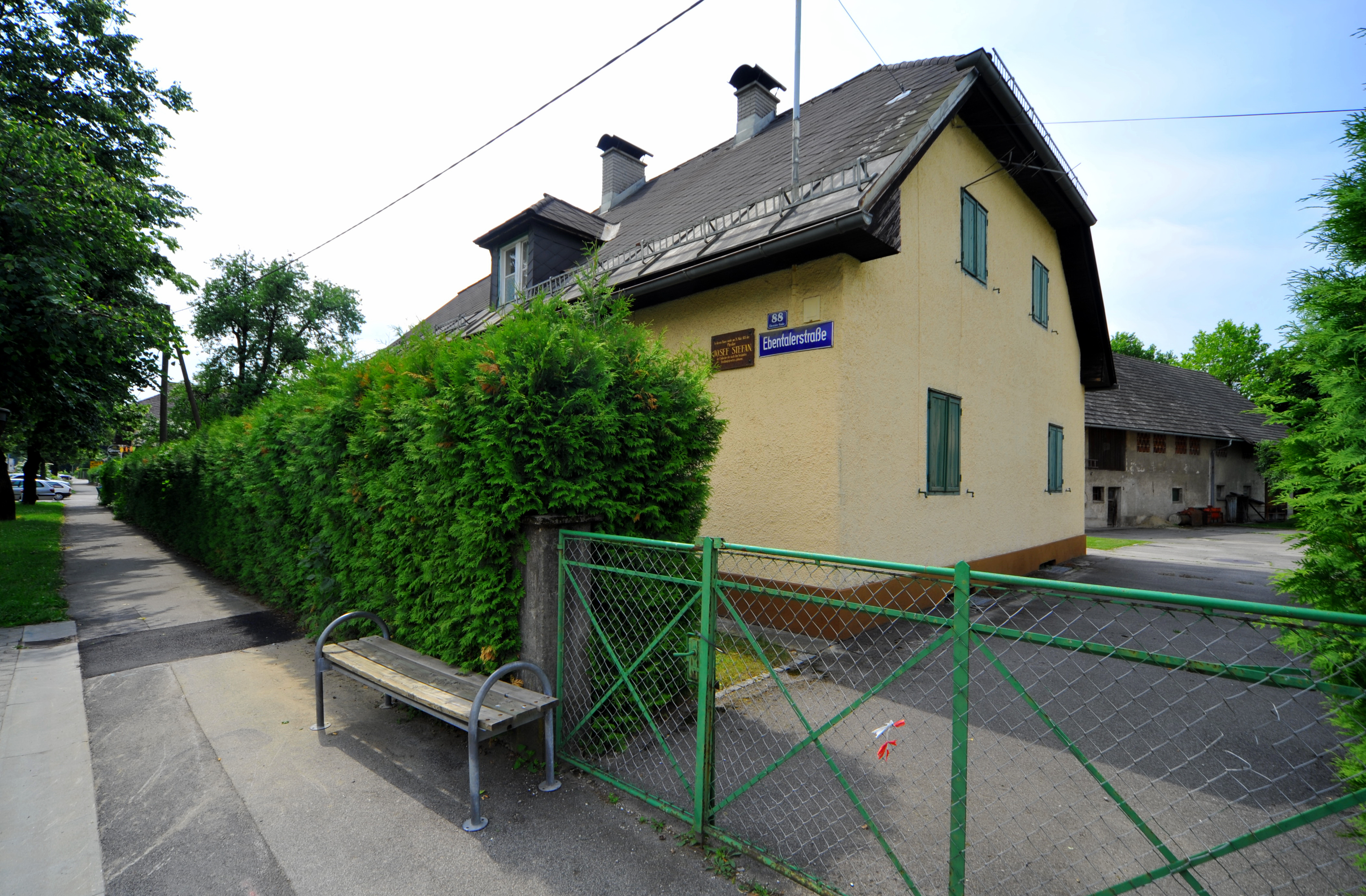
Geburtshaus

Josef Stefan (slowenisch Jožef Štefan; * 24. März 1835 zu St. Peter bei Ebenthal, seit 1938 der 10. Bezirk von Klagenfurt; † 7. Jänner 1893 in Wien) war ein österreichischer Mathematiker und Physiker slowenischer Muttersprache aus Kärnten.

## Leben

### Slowenische Jugend
Er besuchte von 1845 bis 1853 das heutige Europagymnasium Klagenfurt.
Bereits in den unteren Gymnasialstufen zeigte sich seine mathematische Begabung. Als 1849 infolge der Märzrevolution 1848 auf der Grundlage der Oktroyierten Märzverfassung Slowenisch zum Pflichtfach wird, unterrichtete ihn der berühmte Anton Janežič. Stefan interessierte sich für das Slowenische und Lyrik. Zusammen mit Freunden gründete er einen slowenischen Literaturkreis, in dem die Mitglieder sich untereinander Bücher von slowenischen und slawischen Autoren liehen. Im Todesjahr von France Prešeren begannen sie selbst, so auch Josef (Jožef) Stefan (Štefan), slowenische Gedichte zu schreiben, und veröffentlichten diese in der Schülerzeitschrift Slavija. Er interessierte sich für die serbokroatische Sprache und beschäftigte sich neben dem Unterricht mit dem Lateinischen, dem Griechischen sowie mit anderen slawischen Sprachen (Russisch, Tschechisch), Mathematik und Physik.

### Beruflicher Werdegang
Josef Stefan studierte seit 1853 in Wien und habilitierte sich dort 1858 für mathematische Physik. 1859 übernahm er zunächst eine Lehrerstelle an einer Oberrealschule in Wien. 1863 wurde er Professor der Physik an der Universität Wien und dem erkrankten Direktor des Physikalischen Instituts Andreas von Ettingshausen als Vizedirektor zur Seite gestellt, sowie 1866 Nachfolger und Direktor des physikalischen Instituts. Von 1875 bis 1885 war er Sekretär der mathematisch-naturwissenschaftlichen Klasse der Akademie der Wissenschaften in Wien, 1883 Präsident der internationalen wissenschaftlichen Kommission der elektrischen Ausstellung und 1885 Präsident der internationalen Stimmtonkonferenz, die den Normalton "a" mit 435 Hertz festlegte. 1876/77 war er Rektor der Universität Wien. Seit 1878 war er korrespondierendes Mitglied der Bayerischen Akademie der Wissenschaften. 1892 wurde er zum auswärtigen Mitglied der Göttinger Akademie der Wissenschaften gewählt.
Er beschäftigte sich mit der Ausbreitung des Schalls, der Polarisation, Interferenz und Doppelbrechung des Lichts, der Diffusion und Wärmeleitung von Gasen, der Abhängigkeit der Wärmestrahlung von der Temperatur sowie mit elektrodynamischen Erscheinungen und der Induktion.

## Bedeutung
Die berühmteste Leistung Stefans ist die Aufstellung des nach ihm und Boltzmann benannten Strahlungsgesetzes, des Stefan-Boltzmann-Gesetzes, das den Zusammenhang zwischen der ausgestrahlten Energie und der Temperatur eines rein thermisch strahlenden Körpers beschreibt. Er fand bei Prüfung aller vorliegenden Strahlungsmessungen hocherhitzter Körper, dass die ausgestrahlte Energiemenge der 4. Potenz der absoluten Temperatur des Strahlers proportional ist. Bald darauf konnte sein ältester Student Ludwig Boltzmann eine theoretische Begründung dieses empirisch gefundenen Gesetzes geben. Nach beiden benannt ist auch die Stefan-Boltzmann-Konstante. Stefan hat als erster damit die Temperatur der Sonne ermittelt.
Er erhielt als erster im Jahr 1865 den Lieben-Preis.

## Schriften
- 1871: Über das Gleichgewicht und die Bewegung, insbesondere die Diffusion von Gasgemengen In: Sitzungsberichte der Kaiserlichen Akademie der Wissenschaften Wien, 2te Abteilung a, 1871, 63, S. 63–124
- 1873: Versuche über die Verdampfung, In: Sitzungsberichte / Akademie der Wissenschaften in Wien, Philosophisch-Historische Klasse, 68, S. 385–423
- 1879: Über die Diffusion der Flüssigkeiten, In: Sitzungsberichte / Akademie der Wissenschaften in Wien, Philosophisch-Historische Klasse, 78, S. 957–975
- 1886: Über die Beziehung zwischen den Theorien der Capillarität und der Verdampfung, In: Sitzungsberichte / Akademie der Wissenschaften in Wien, Philosophisch-Historische Klasse, 94, S. 4–14
- 1889: Über die Verdampfung und die Auflösung als Vorgänge der Diffusion, In: Sitzungsberichte / Akademie der Wissenschaften in Wien, Philosophisch-Historische Klasse, 98, S. 1418–1442
- 1890: Über die Theorie der Eisbildung (Memento vom 30. September 2007 im Internet Archive), 1890, Monatshefte der Mathematik und Physik, Volume 1, S. 1–5

## Würdigung
Der Österreichische Verband für Elektrotechnik vergibt seit 1958, dem Jahr des 75-jährigen Jubiläums des Verbandes, zu Ehren des Physikers die Goldene Stefan-Ehrenmedaille. Bis 2009 wurde sie 27 Mal vergeben.
Erhalten haben diese Auszeichnung beispielsweise Gottfried Biegelmeier oder Heinz Zemanek.
Nach Stefan benannt ist das wichtigste slowenische Institut für Grundlagenforschung in Ljubljana, das Jožef Stefan Institut, außerdem die Štefanova ulica in Ljubljana.
Ferner tragen der Mondkrater Stefan und der Stefan-Piedmont-Gletscher in der Antarktis seinen Namen.